# Ferdinand Arnodin
Ferdinand Joseph Arnodin (Sainte-Foy-lès-Lyon, 9 de octubre de 1845 - Châteauneuf-sur-Loire, 24 de abril de 1924) fue un ingeniero e industrial francés recordado por su contribución en el desarrollo de los puentes transbordadores, siendo el constructor del «puente de Vizcaya» en Portugalete (Bilbao), todavía en uso,  concebido por Alberto de Palacio, que fue inscrito en 2007 en la Lista del Patrimonio Mundial de la UNESCO.

## Inicios
Ferdinand Arnodin llegó muy joven a Châteauneuf-sur-Loire, donde siguió a su padre que trabajaba allí para la casa de los hermanos Seguin, como jefe de obra. Marc Seguin era famoso por haber construido en 1825 el primer puente colgante utilizando cables hechos de alambre sobre el Ródano en Tournon-sur-Rhone. Asistió a los cursos de la escuela profesional de Orleans, luego su padre lo colocó en varias casas de construcción. Aprendió en ellas los diferentes oficios de carpintero, cantero, del trabajo de piezas de metal. También asistió a clases nocturnas en el Conservatorio Nacional de Artes y Oficios. 
En 1866, después de la muerte de su padre, Ferdinand Arnodin fue contratado como inspector de puentes por la Société générale des ponts à péage, una nueva compañía de los hermanos Seguin. Su primer trabajo fue el puente colgante de Kermelo, donde conoció a su futura esposa, Charlotte Kérihuel, cuya residencia era la casa ubicada en la entrada del puente en el lado del municipio de Plœmeur. Se casaron el 15 de septiembre de 1868 en Ploeureur.
La construcción de puentes colgantes se detuvo en Francia tras el colapso del puente de cadenas de Angers, en 1850, y del puente La Roche-Bernard en 1852. Revivirá su construcción mejorando su estabilidad frente a acciones dinámicas:   
- aumento de la rigidez de los ménsulas laterales del tablero,
- invención de los cables trenzados con torsiones alternas.

## Puentes colgantes y puentes transbordadores

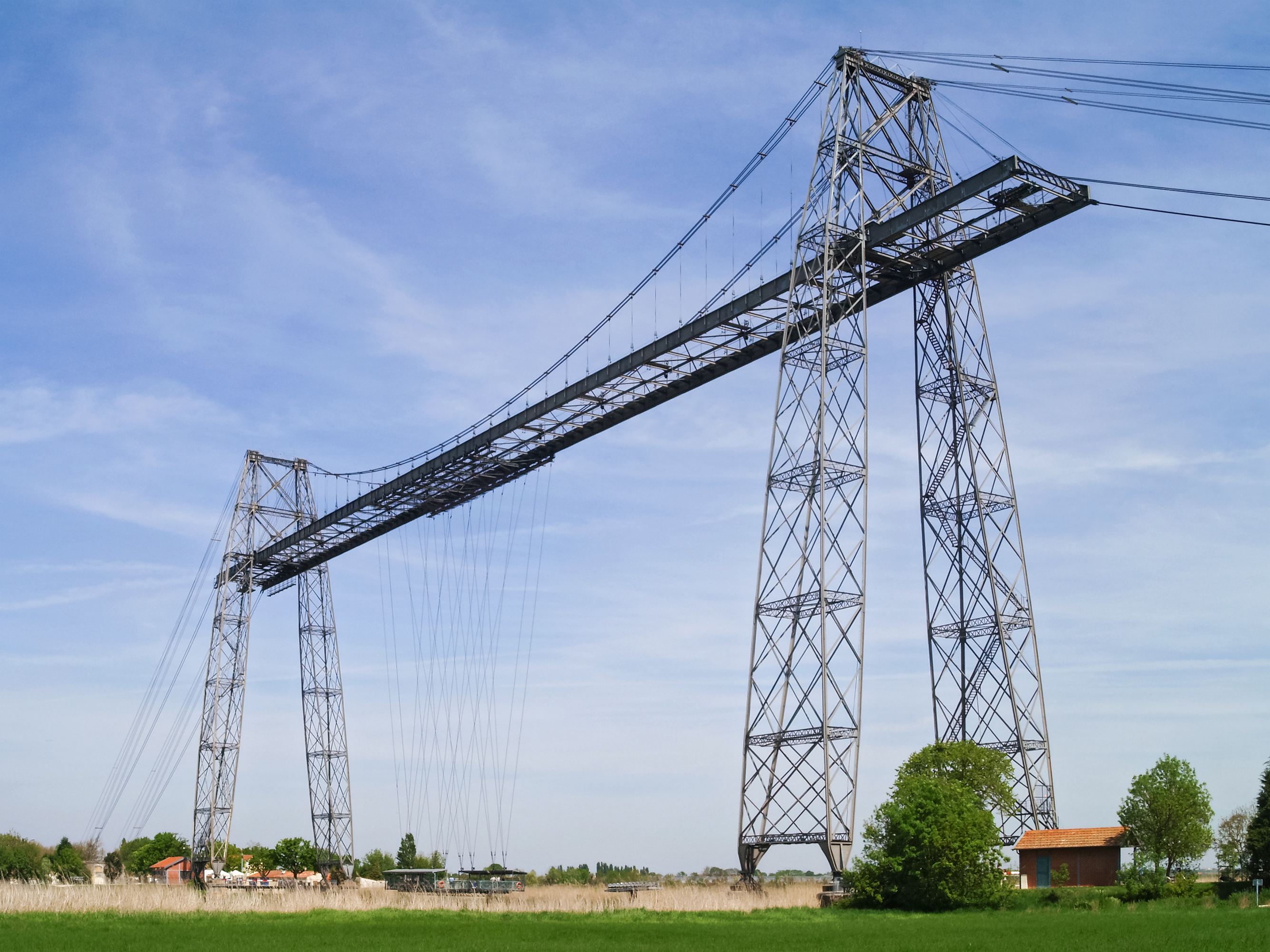
Puente transbordador de Rochefort-Martrou (1898-1900)

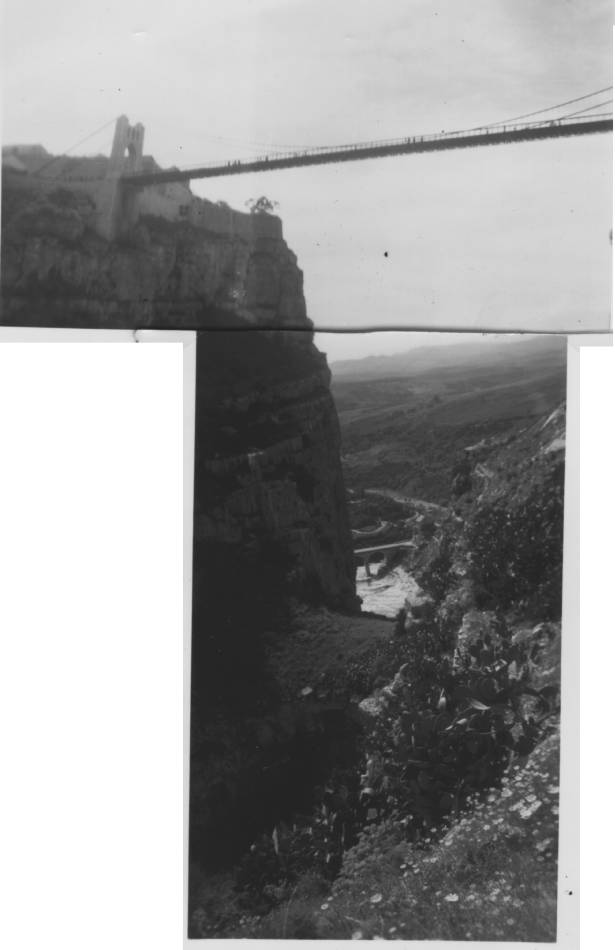
Puente Sidi M'Cid, Constantine, Argelia,

Especialista en los puentes de cables, es considerado como el inventor de los puentes transbordadores. Se le deben 9 de los 18 conocidos en el mundo. Tres de ellos sobreviven aún hoy. Fueron los primeros puentes de cable, luego atirantados. Presentó el 5 de noviembre de 1887 una patente «para un sistema de puente para transbordo para grandes puntos de venta que sirven para la travesía de las vías marítimas» ("pour un système de pont à transbordeur pour grands débouchés servant à la traverse des voies maritimes"). En el mismo año, el joven arquitecto Alberto del Palacio y Elissague desarrolló su proyecto de puente transbordador en Portugalete. 
También construyó muchos puentes colgantes de la segunda generación (finales del XIX - inicios del XX), y también restauró y consolidó cantidad de viejos puentes colgantes de cables de primera generación (de antes de 1860): los tableros se reforzaron y los antiguos cables de alambre se reemplazaron por cables de acero trenzados alternos, a menudo con el añadido de tirantes (modificación estructural conocida como «sistema Arnodin»). 

## El industrial
Su planta de fabricación y montaje de metal prefabricados se estableció en Châteauneuf-sur-Loire (la misma ciudad donde tenía su sede socila la compañía Baudin Chateauneuf). Los restos de esta fábrica todavía eran visibles hace unos años, y la chimenea se dibujaba, medio arruinada, entre el ferrocarril y el Loira. 
En las paredes de sus talleres, había hecho escribir tres frases:
- La experiencia es la fuente única de la Verdad [L'expérience est la source unique de la Vérité] (Henri Poincaré),
- Todos nuestros conocimientos tienen su punto de partida en la experiencia [Toutes nos connaissances ont leur point de départ dans l'expérience] (Emmanuel Kant),
- La más alta calidad del ingeniero es la observación [La plus grande qualité de l'ingénieur est l'observation].

A lo largo de toda su carrera, su laboratorio de experimentación estuvo constituido por las obras que construyó. Sus innovaciones nacieron de la respuesta a los problemas que planteaba su ejecución, y por la mejora de su resistencia y su seguridad. 
El museo de la marina del Loira de Châteauneuf-sur-Loire presenta recuerdos de esos talleres: una vieja maqueta del puente transbordador de Nantes, una sección de un cable de acero fabricado por Arnodin, fotografías.s

## Distinciones
Fue titular de una medalla de rescate (1874), oficial de la Legión de Honor (1912), caballero de la orden real de Isabel la Católica y comandante del Nichan Iftikhar (Túnez).
Los castelnuvianos nombraron en su memoria una calle de la ciudad donde vivía su hijo, en el número 1. Asimismo se le ha dedicado otra calle en Portugalete.

## Lista de obras
- Puentes transbordadores:

- de cables:

- 1893: «puente de Vizcaya» en Portugalete (Bilbao), concebido por Alberto de Palacio, construido por Ferdinand Arnodin, en uso. Inscrito en 2007 en la Lista del Patrimonio Mundial de la UNESCO.
- 1897-1899: puente transbordador de Ruan, destruido en 1940;
- 1898: Bizerte: desmontado y reconstruido en Brest en 1909.
- 1898-1900: Puente transbordador de Rochefort-Martrou: renovado, en uso limitado a peatones y bicicletas en la estación estival (clasificado monumento histórico,   MH (1976));

- de tirantes y contrapesos:

- 1902-1903: Puente transbordador de Nantes, desmontado en 1958, placa conmemorativa y restos de las pilas y filetages.
- 1904-1905: Puente transbordador de Marsella, destruido en 1944, silueta inseparable de las películas de Marcel Pagnol.

- de cables y tirantes:

- 1906: Puente transbordador de Newport, en Newport (País de Gales), restaurado, en uso;

- Fin de los puentes transbordadores:

- 1909: Brest: reconstrucción del desmontado en Bizerte; destruido en 1944;
- 1910-1914: Puente transbordador de Burdeos, inacabado, pilonas desmontadas en 1942. Hubiera sido dos veces más largo que los demás, por lo que era el doble de lento. Se comprende entonces el abandono de una técnica que se había vuelto inadecuada en ese lugar.

Puentes transbordador
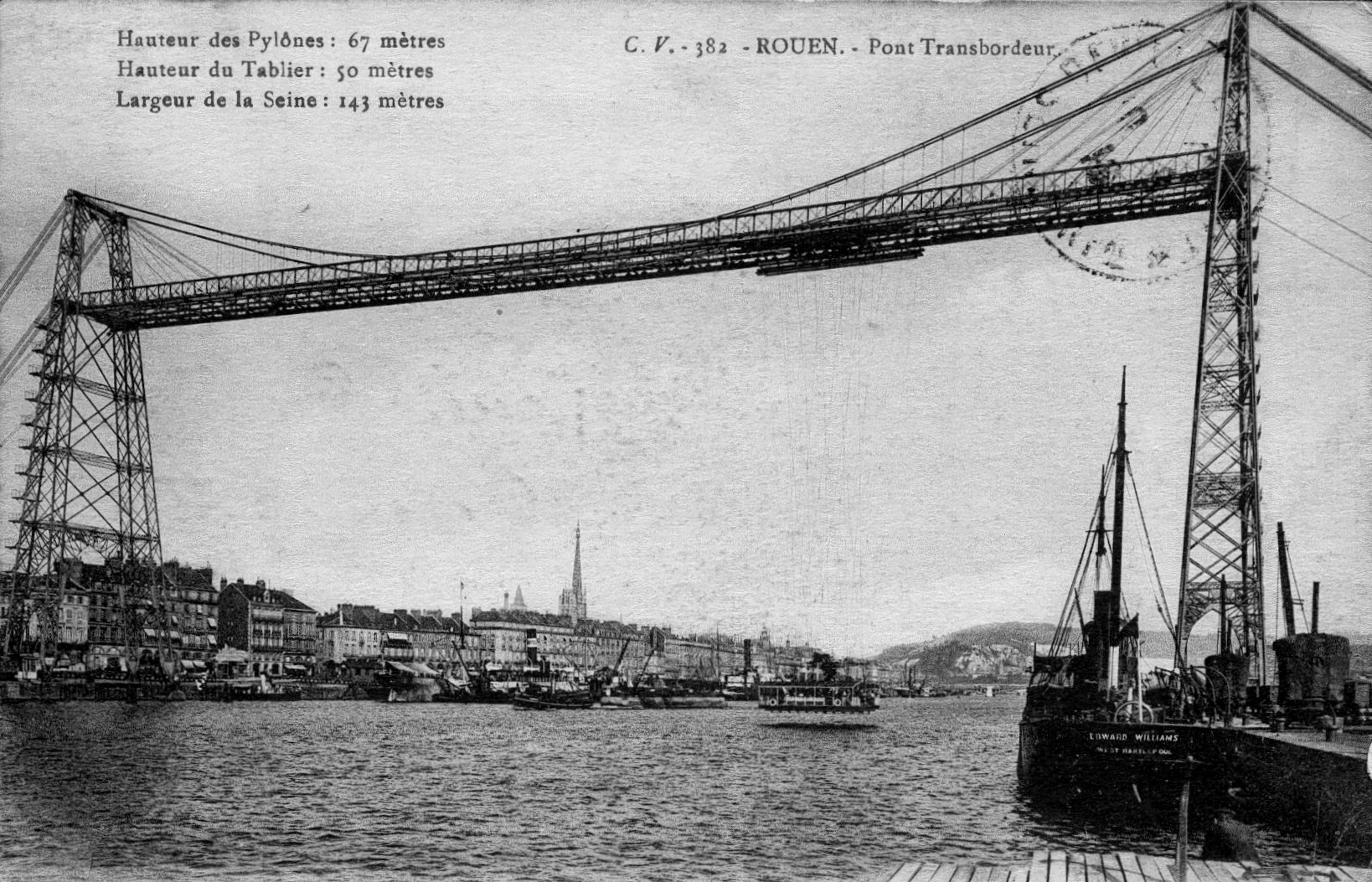
Ruan (1897-1899)
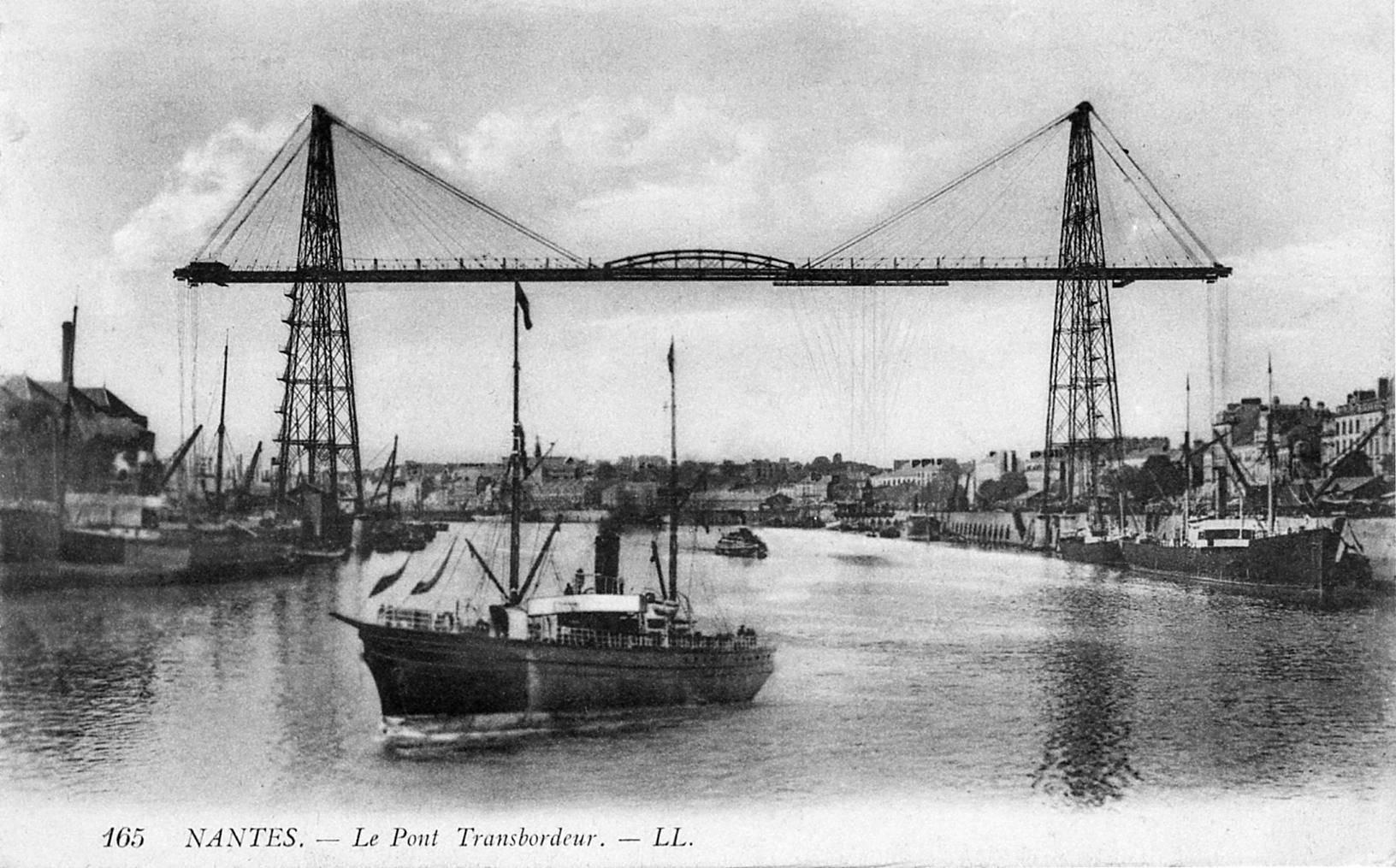
Nantes (1902-1903)
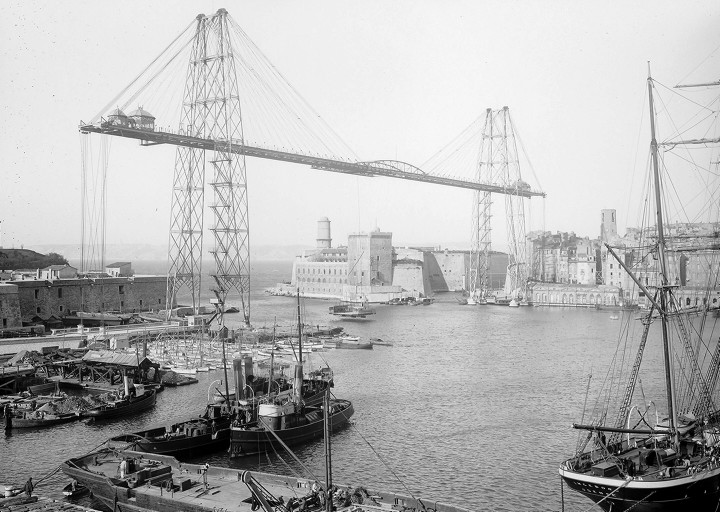
Marsella (1904-1905)

- Puentes colgantes (puentes fijos, no transbordadores) construidos o restaurados por Arnodin (estos puentes son numerosos en toda Francia y en sus antiguas dependencias. Arnodin firmó su trabajo en una placa de hierro fundido: la lista está abierta):

- Puentes ferroviairios:

- 1905-1908: puente de Cassagne (puente Gisclard), entre la halte de Sauto y la estación de Planès en la línea del train jaune que va de (Villefranche-de-Conflent a Latour-de-Carol) situado en la comuna de Planès. Es el único puente colgante ferroviairio todavía en servicio en Francia (en 2009).
- 1913: viaducto des Rochers Noirs, en Lapleau, puente colgante de tipo Gisclard, construido para los tranvías de Corrèze;

- Puentes carreteros:

- 1875: reforma de la pasarela Saint-Symphorien, construida en 1845-1847 por Marc Seguin en Tours (restauración);
- 1884: puente de Tonnay-Charente, reformado de un puente construido por Louis Dor en 1841-1842, Charente-Maritime;
- 1887-1888: puente del Abismo, entre Gruffy y Cusy, en Alta Saboya;
- 1883: puente  en Chilhac, Haute-Loire, sobre el río Allier;
- 1889: puente de Saint-Léger, en la Croix-sur-Roudoule, Alpes-Maritimes;
- 1892-1894: puente colgante de la Rivière de l'Est, en La Réunion;
- 1894: puente de Bonpas, en Caumont-sur-Durance Vaucluse, sobre el río Durance, destruido en 1944 durante la retirada alemana.
- 1899-1902: puente de Bonny-sur-Loire, Loiret, sobre el río Loira;
- 1904: puente du Bonhomme sobre el Blavet. Este puente conectaba las comunas de Lanester y Kervignac, en el departamento de Morbihan. Hoy el tablero fue destruido, solo se conservan las pilonas;
- 1908-1912: puente Sidi M'Cid, Constantina, Argelia, 168 m de longitud, 175 m por encima del  Rhummel;
- 1912: puente de Groslée, Ain;
- 1914: puente colgante de los Andelys sobre el Sena, en Eure (departamento), destruido, reconstruiido después de 1944.
- 1917-1925: pasarela Mellah-Slimane, Constantina, Argelia;
- reforma del puente de Parentignat, Puy-de-Dôme (construido en1831), desafectado;
- puente de Saint-Ilpize, Haute-Loire sobre el río Allier;

Puentes colgantes
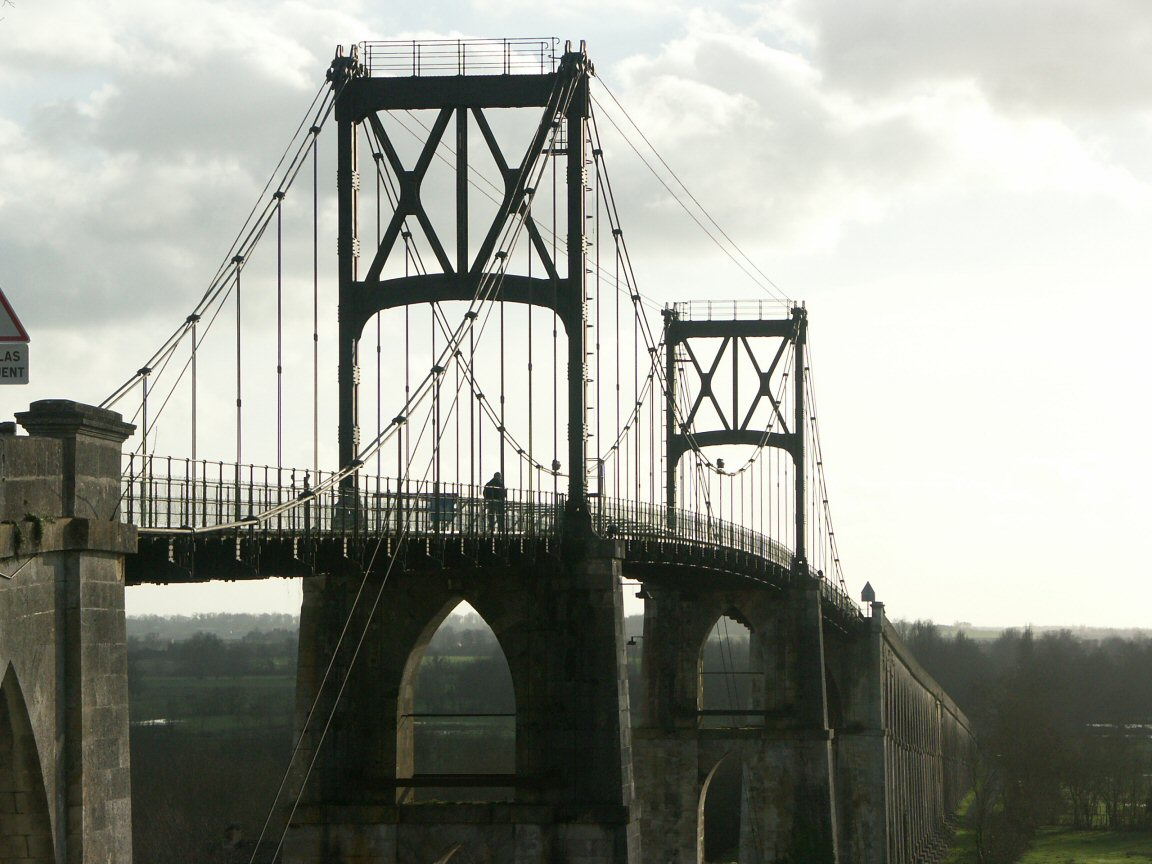
Puente colgante de Tonnay-Charente (reformado en 1884)
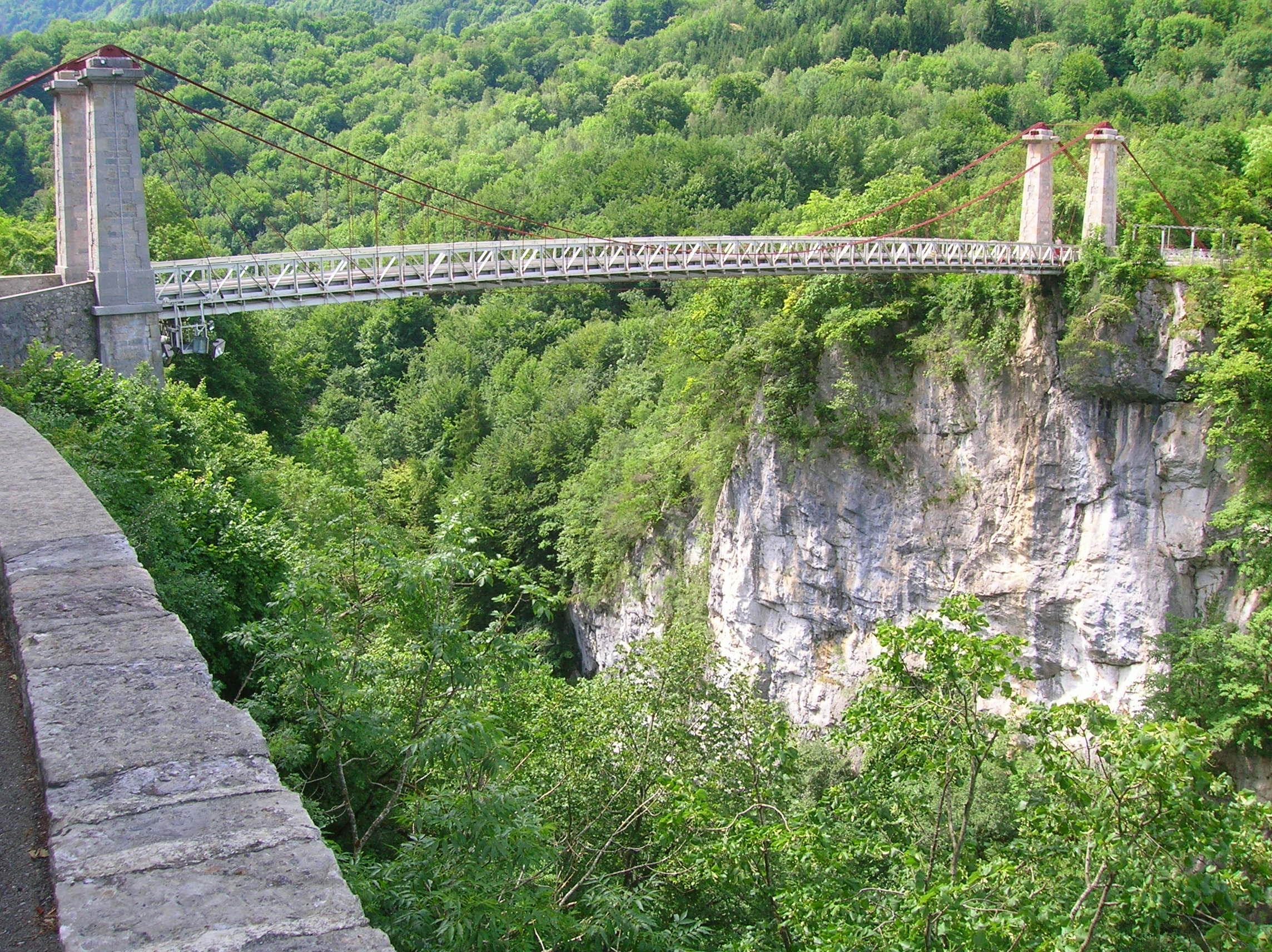
Puente del Abismo (1887-1888)
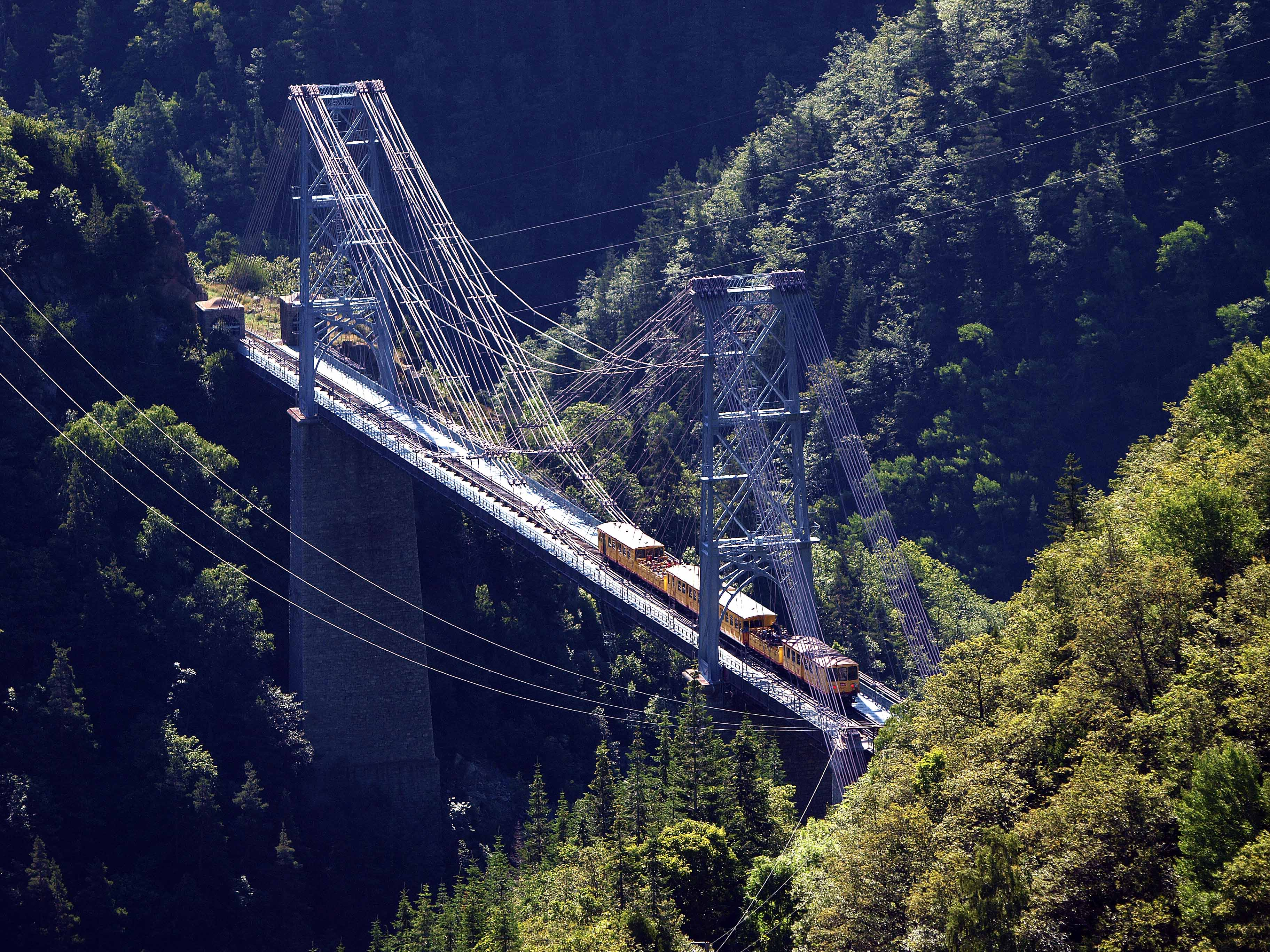
Puente de Cassagne (puente Gisclard) (1905-1908)
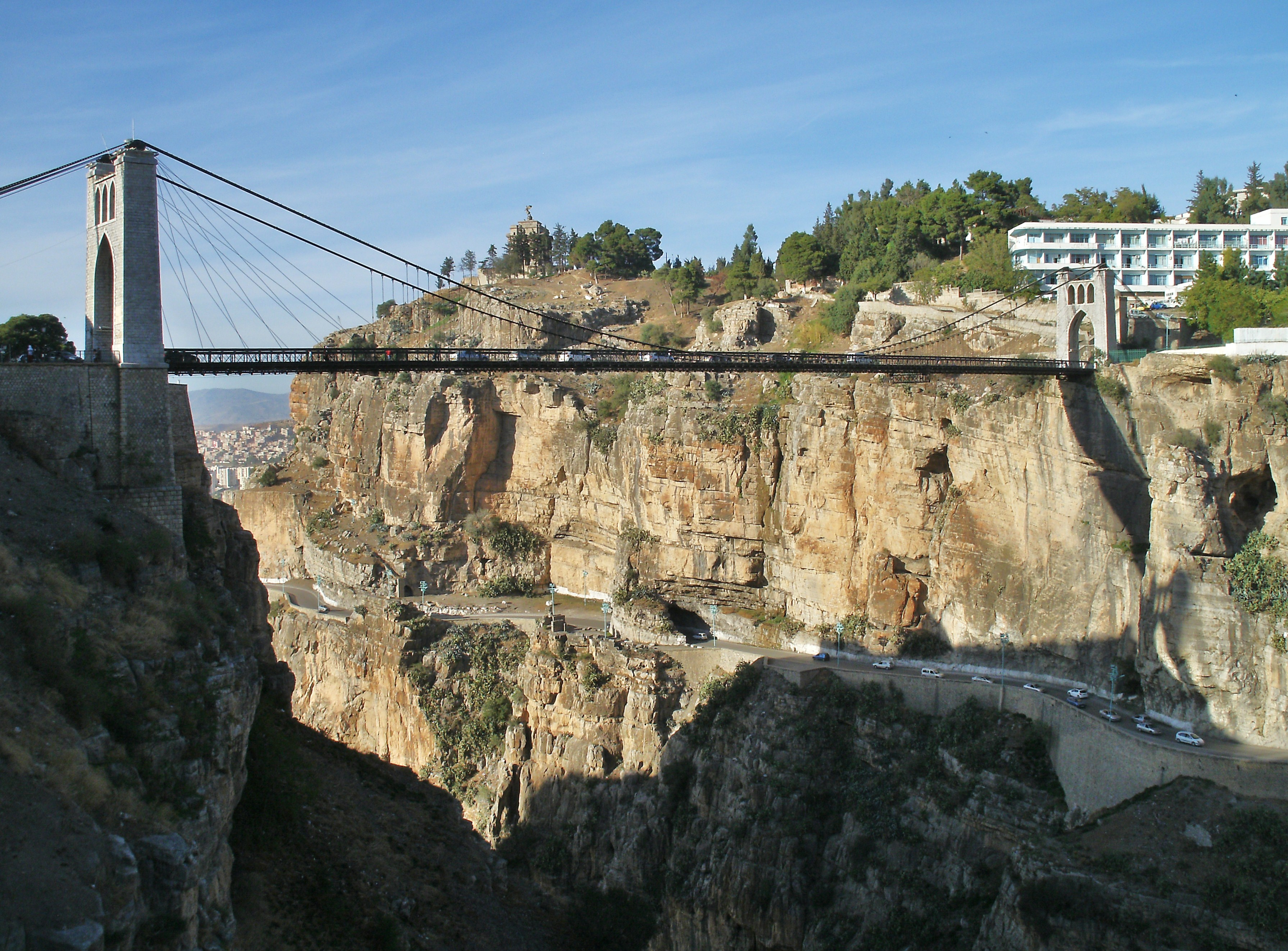
Puente colgante Sidi M'Cid (1908-1912), Constantina, Argelia,

## Publicaciones
- Ferdinand Arnodin, Notes sur les ponts suspendus. Application du système de la suspension aux ponts de grande ouverture pour voies ferrées, p. 127-140, Annales des ponts et chaussées, 1905, 1er trimestre ( leer en línea )